# Synagoge (Fordon)

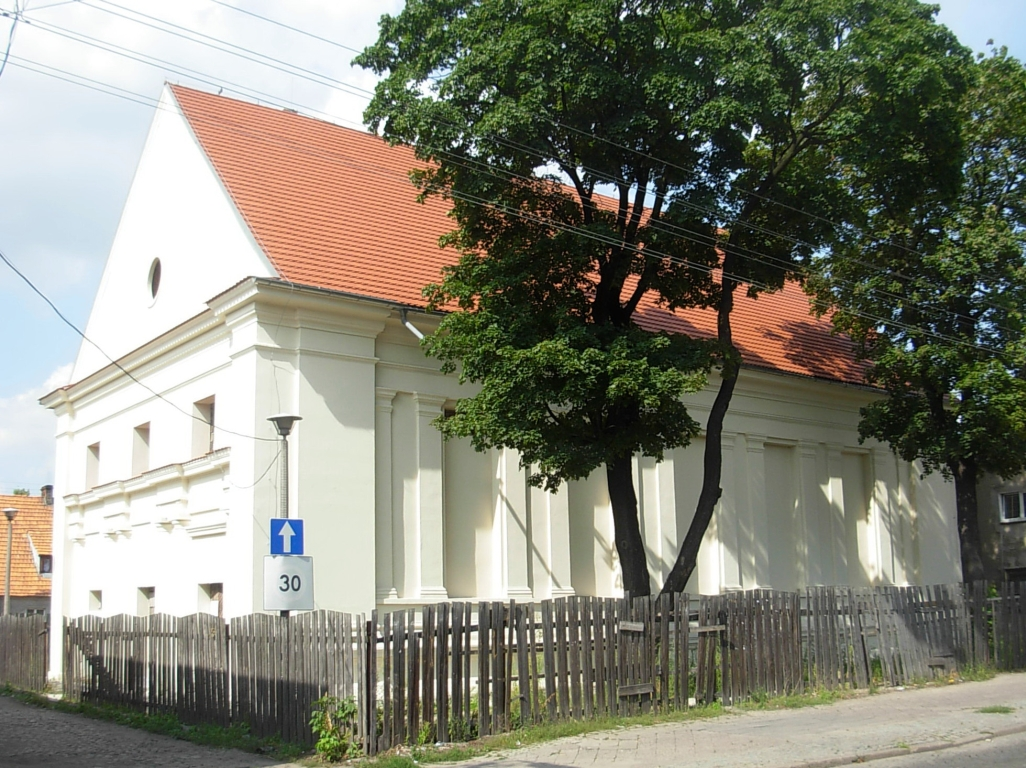
Ehemalige Synagoge in Fordon

Die Synagoge in Fordon, einem Stadtteil von Bydgoszcz (deutsch Bromberg) in der Woiwodschaft Kujawien-Pommern in Polen, wurde von 1827 bis 1832 errichtet. Die profanierte Synagoge ist seit 1991 ein geschütztes Kulturdenkmal.

## Geschichte
Nach dem großen Stadtbrand von 1825 wurde die neue Synagoge erbaut. Sie besaß 500 Männer- und etwa 250 Frauenplätze.
Während des Zweiten Weltkrieges errichteten die deutschen Besatzer in der Synagoge ein Kino, das bis 1988 im Synagogengebäude untergebracht war. Danach verfiel das Gebäude. Im Jahr 2005 wurde die Synagoge der jüdischen Stiftung Fundacja Kultury Yakiza übergeben. Heute ist die Universität Kasimir-dem-Großen-Stiftung Eigentümerin, die Kulturveranstaltungen im Gebäude veranstaltet.